# Mahmud II (Hazrat Ishaan)
 (mai 2022).
La mise en forme du texte ne suit pas les recommandations de Wikipédia : il faut le « wikifier ».
Les points d'amélioration suivants sont les cas les plus fréquents. Le détail des points à revoir est peut-être précisé sur la page de discussion.
- Les titres sont pré-formatés par le logiciel. Ils ne sont ni en capitales, ni en gras.
- Le texte ne doit pas être écrit en capitales (les noms de famille non plus), ni en gras, ni en italique, ni en « petit »…
- Le gras n'est utilisé que pour surligner le titre de l'article dans l'introduction, une seule fois.
- L'italique est rarement utilisé : mots en langue étrangère, titres d'œuvres, noms de bateaux, etc.
- Les citations ne sont pas en italique mais en corps de texte normal. Elles sont entourées par des guillemets français : « et ».
- Les listes à puces sont à éviter, des paragraphes rédigés étant largement préférés. Les tableaux sont à réserver à la présentation de données structurées (résultats, etc.).
- Les appels de note de bas de page (petits chiffres en exposant, introduits par l'outil «  Source ») sont à placer entre la fin de phrase et le point final[comme ça].
- Les liens internes (vers d'autres articles de Wikipédia) sont à choisir avec parcimonie. Créez des liens vers des articles approfondissant le sujet. Les termes génériques sans rapport avec le sujet sont à éviter, ainsi que les répétitions de liens vers un même terme.
- Les liens externes sont à placer uniquement dans une section « Liens externes », à la fin de l'article. Ces liens sont à choisir avec parcimonie suivant les règles définies. Si un lien sert de source à l'article, son insertion dans le texte est à faire par les notes de bas de page.
- La présentation des références doit suivre les conventions bibliographiques. Il est recommandé d'utiliser les modèles {{Ouvrage}}, {{Chapitre}}, {{Article}}, {{Lien web}} et/ou {{Bibliographie}}. Le mode d'édition visuel peut mettre en forme automatiquement les références.
- Insérer une infobox (cadre d'informations à droite) n'est pas obligatoire pour parachever la mise en page.

Pour une aide détaillée, merci de consulter Aide:Wikification.
Si vous pensez que ces points ont été résolus, vous pouvez retirer ce bandeau et améliorer la mise en forme d'un autre article.
Titre
9e Hazrat Ishaan des Naqshbandiennes
Sayyid Mahmud Agha (mort en 1882) était un juriste, prince mogol, homme d'État afghan et oligarque anglo-indien, descendant de Mahomet en ligne du premier Hazrat Ishaan et ayant servi en tant que neuvième Hazrat Ishaan de l'ordre soufi Naqshbandi.

## Ascendance
Le prince est, du côté de sa mère, un descendant de Hazrat Ishaan à la huitième génération et dans sa lignée il est apparenté à ses ancêtres Abd al Qadir al-Jilani et Hasan al-Askari. Par l'intermédiaire de sa mère, la royauté impériale moghole est aussi lui conférée, car sa mère était également une descendante de l'empereur moghol Aurangzeb.
Son père était un chief prince tribal (Amir Kabir) des Sayyids d'Afghanistan comme un descendant influent de l'imam Al-Hussein ibn Ali.

## Biographie

### Le "Rastakhiz"
Avec son frère Sayyid Mir Jan Shah Saheb, il a fait revivre la culture Naqshbandienne de Hazrat Ishaan, après qu'elle a été oubliée de près, en raison du tragique martyre de ses arrière grand-père Hazrat Ishaan V, Le Prince Moghol Sayyid Kamaludeen. Cette phase de la relance de la culture Naqshbandienne et reconnu par le terme persan "Rastakhiz", ce qui signifie "renaissance" ou "relance",.

### Contribution
Des sources mentionnent des occasions où il a aidé ses disciples dans les affaires spirituelles, sociales et financières. Le prince était connu comme un Oligrach fort avec une structure de renseignement vive. Il a utilisé sa structure de renseignement en particulier pour sauver des victimes. Une occasion populaire était le sauvetage des enfants de ses disciples des ravisseurs criminels, qui les maltraitaient à cause du travail des enfants.

### Cultiver la culture de Hazrat Ishaan
Sayyid Mahmud Agha était très respecté et bien accueilli par ses disciples lorsqu'il se rendait chez eux à Amritsar, Lahore, au Cachemire et aussi à Constantinople. Il a donné des conférences et enseigné la loi islamique et la spiritualité. Lui et son frère ont prêché l'héritage de leur ancêtre Hazrat Ishaan. En tant que représentant de la famille de Hazrat Ishaan, il a également cultivé la culture de son ancêtre Hazrat Ishaan et a écrit des poèmes qui sont à ce jour largement connus parmi les disciples de Hazrat Ishaan. Une de ses œuvres littéraires spéciales est la modification de l'hymne hérité de Hazrat Ishaan,.

### Hymne modifié de l'islam sunnite Naqshbandi
L'hymne modifié est en persan, la langue maternelle de Hazrat Ishaan et de ses descendants :
رو در صف دوستان ما باش و مترس Soutenez nos amis et n'ayez pas peur
خاک راه آستان ما باش و مترس Soyez poussière sur le chemin de notre héritage et n'ayez pas peur
گر جمله جهان قصد اوجود تو کند Même quand le monde entier est contre toi
دل فارغ دار از آن ما باش و مترس Ayez un cœur pur et restez avec nous et n'ayez pas peur
ما در کشانتان هستیم در کوه و دره Nous te gardons dans les montagnes et les vallées
انجا که شیر و پلنگ و هشدار گذرد Là où les lions, les tigres et les hyènes sont à proximité
پیران قوی دارم و مردان سره J'ai à mes côtés des saints forts et illustres
هر کس که به ما کج نگرد جان نبره Celui qui nous regarde n'aura pas de vie
رو در صف دوستان ما باش و مترس Soutenez nos amis et n'ayez pas peur
خاک راه آستا ما باش و مترس Soyez poussière sur le chemin de notre héritage et n'ayez pas peur

## Vénération
Sayyid Mahmud Agha était une personne très ouverte d'esprit qui attirait des personnes de différentes religions. Les membres des principaux groupes religieux de Lahore lui ont attribué des pouvoirs et des attributs divins, ce qui lui a finalement permis de convertir ses fidèles non musulmans à l'islam.

### Héritage

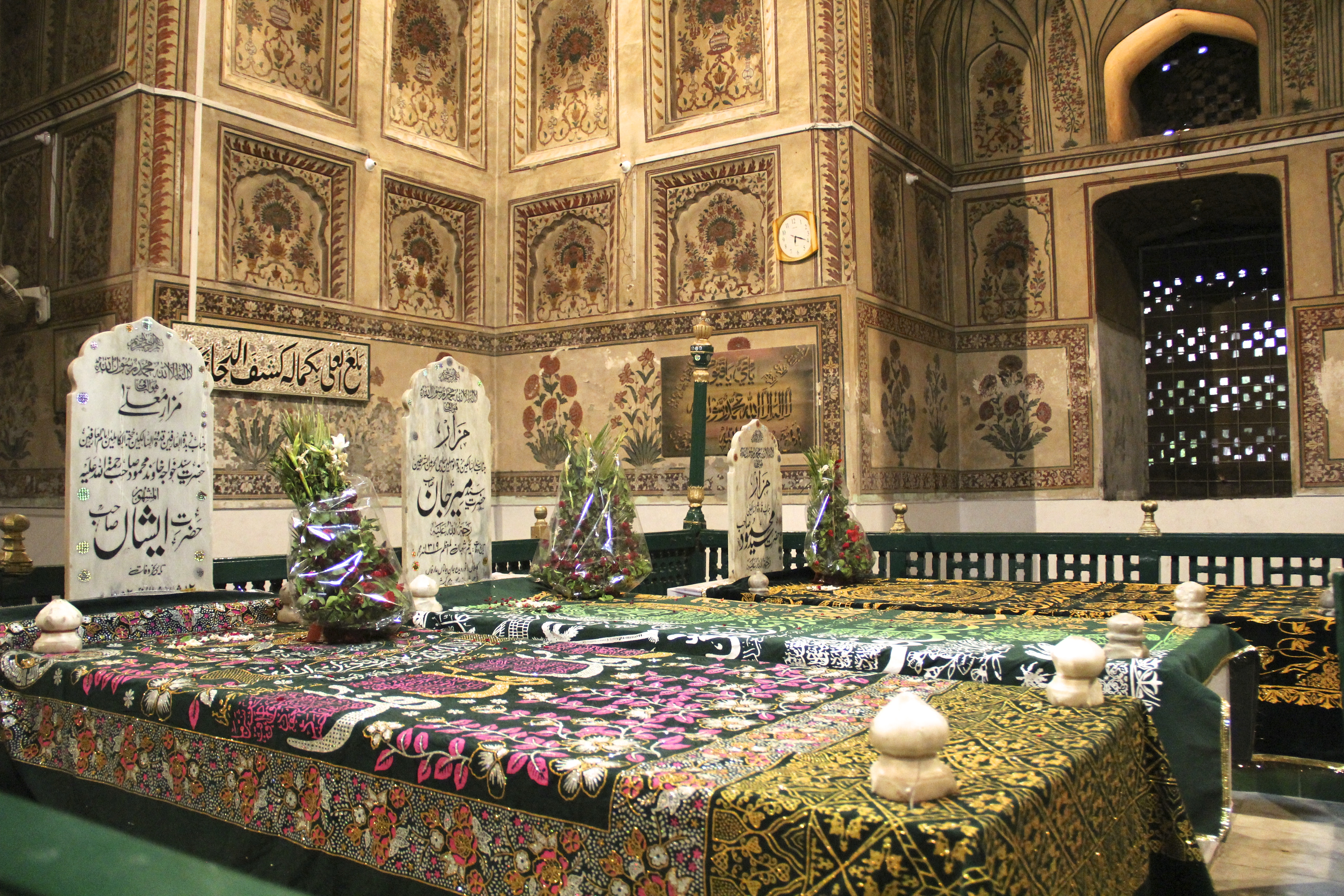
tombe du prince à Lahore, celle de droite.

Le Prince est mort à Lahore en tant que jeune homme dans la vingtaine et est enterré à gauche de la future tombe de Sayyid Mir Jan. Dans son mausolée à Begampura, Lahore. Au moment de sa mort, il y a eu une violente confrontation entre ses adeptes de diverses religions, qui lui ont attribué le caractère sacré de leur propre religion. Ses disciples musulmans comprenaient des sunnites et des chiites, tandis que ses disciples hindous à Lahore lui attribuaient même le rang de réincarnation de Krishna. De plus, il était considéré comme un gourou par les sikhs contemporains de Lahore, bien que Sayyid Mahmud Agha ne soit ni hindou ni sikh, conservant ses valeurs de musulman conservateur. Finalement, son frère aîné Sayyid Mir Jan a servi de médiateur et a calmé la foule, décidant de l'enterrer de manière islamique dans le mausolée de Hazrat Ishaan, convertissant pacifiquement et passionnément les fidèles non musulmans à l'islam. L'anniversaire de sa mort est célébré par de courtes prières appelées Zikr,,,.
Ses disciples l'appellent "Nooron ala Noor" ou "le manifeste de la lumière du prophète Mahomet",,,.

### Le "Rabita"
Il est connu pour sa loyauté envers son frère aîné et maître Sayyid Mir Jan. Cela est très reconnu comme le concept du Rabita dans l´islam Sunni Naqshbandienne, ce qui est la dedication, suivant son maître. Sayyid Mahmud Agha est dogmatique prenu comme une example du "Rabita". Il ressemblait soi-disant à Mahomet et Ali.

## Littérature
- Tazkar-e-Khanwade Hazrat Eshan, écrit par Muhammad Yasin Qasvari Naqshbandi, Éditeur : Edara Talimat Naqshbandiyya, Lahore. (Livre canonique sur l´histoire de la famille du Hazrat Ishaan)
- David William Damrel : Une bénédiction oubliée : Khwaja Khwand Mahmud Naqshbandi en Asie centrale et en Inde moghole. Ed : Université Duke. Microfilm University, Durham, Caroline du Nord, États-Unis 1994.